# Ardisia rivularis
Ardisia rivularis är en viveväxtart som beskrevs av Elmer Drew Merrill. Ardisia rivularis ingår i släktet Ardisia och familjen viveväxter. Inga underarter finns listade i Catalogue of Life.